# Dekanat Wyszków
Dekanat Wyszków – jeden z 24 dekanatów w rzymskokatolickiej diecezji łomżyńskiej.

## Parafie
W skład dekanatu wchodzi 10 parafii:
- parafia św. Jana Chrzciciela w Brańszczyku
- parafia Chrystusa Sługi w Leszczydole-Nowinach
- parafia św. Stanisława w Lubielu Nowym
- parafia św. Teresy od Dzieciątka Jezus w Porządziu
- parafia NMP Matki Kościoła w Rząśniku
- parafia św. Stanisława w Somiance
- parafia św. Izydora w Woli Mystkowskiej
- parafia św. Idziego w Wyszkowie
- parafia św. Wojciecha Biskupa i Męczennika w Wyszkowie
- parafia Świętej Rodziny w Wyszkowie.

## Sąsiednie dekanaty
Jadów (diec. warszawsko-praska), Łochów (diec. drohiczyńska), Ostrów Mazowiecka – Chrystusa Dobrego Pasterza, Pułtusk (diec. płocka), Radzymin (diec. warszawsko-praska), Różan, Serock (diec. płocka)